# Atički jezici
Atički jezici, skupina od pet helenskih (grčkih) jezika, šire indoeuropske porodice, koji se govore ili su se govorili na području Grčke. 
Predstavljaju je grčki [ell] s 13,084,490 govornika u Grčkoj (10,700,000; 2002 popis); Cipru (689,000; 2002 popis); Albaniji (60,000; 1989); Egiptu (42,000: 2004); Italiji (20,000; Vincent 1987); Ukrajini (7,210; 1970 popis; 106,909 etničkih koji govore dijalekt mariupol grčki); Rumunjskoj (4,150; 2002 popis); Turskoj (4,000; 1993);  judeogrčki [yej] 35 u Izraelu i nešto u Turskoj i SAD-u; kapadokijski grčki [cpg] †; pontski [pnt] 200,000; Johnstone and Mandryk 2001) u Grčkoj i 4,540; 1965 Mackridge) u Turskoj; starogrčki [grc] †.
Zajedno s dorskom podskupinom (tsakonski jezik) čini širu helenski skupinu.

## Vanjske poveznice
- Ethnologue (14th)  Arhivirana inačica izvorne stranice od 22. veljače 2014. (Wayback Machine)
- Ethnologue (15th)  Arhivirana inačica izvorne stranice od 22. veljače 2014. (Wayback Machine)